# Johannisfors bruk
För Johannisfors bruk i Uppland, se Johannisfors

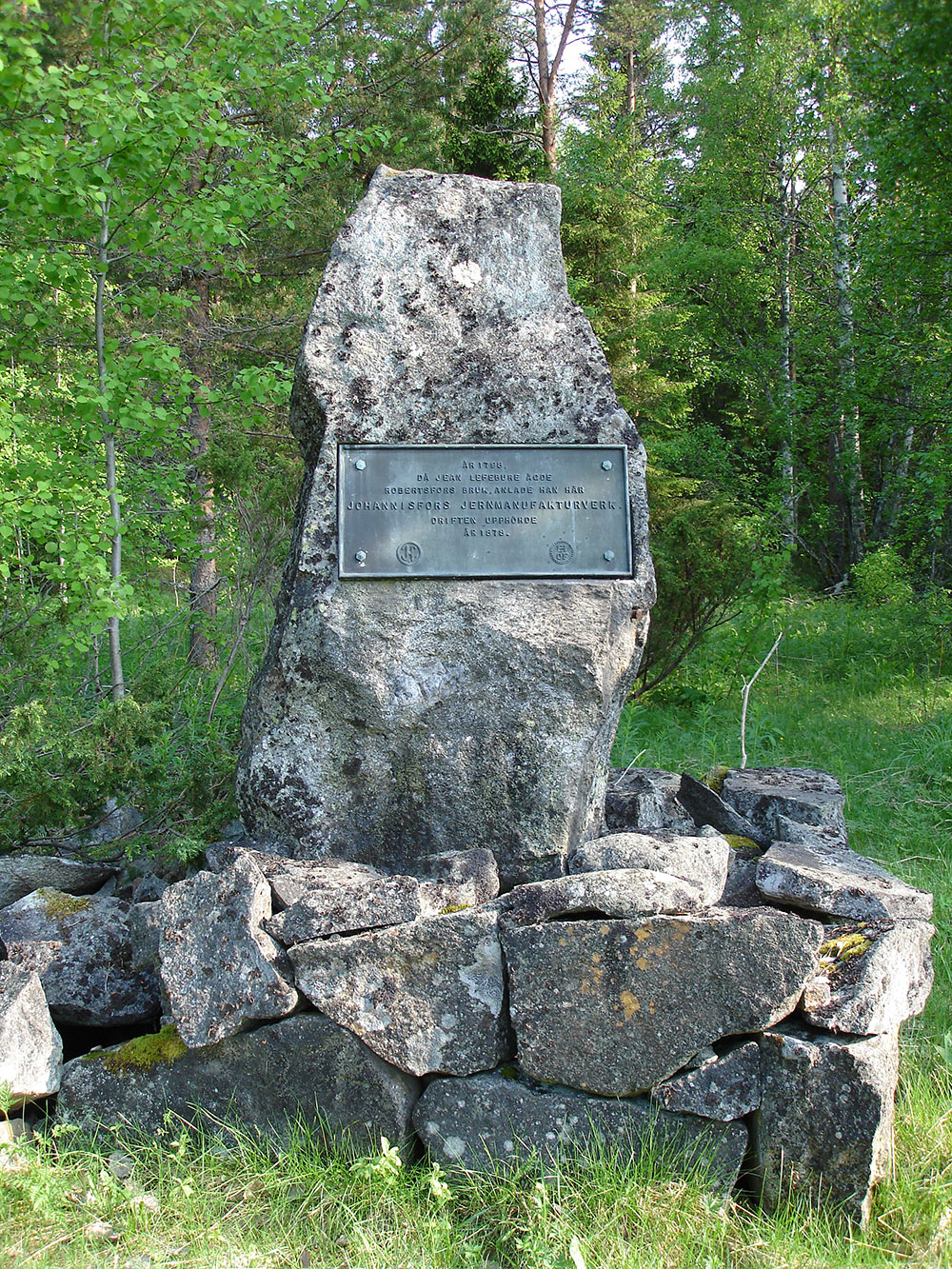
Monument över Johannisfors bruk vid Pålböleån

Johannisfors bruk var ett järnbruk i Sävar, Västerbotten, som var i drift 1798–1808 samt 1821–1882. Platsens namn skrivs idag Johannesfors.

## Första epoken: en del av Robertsfors bruk
Ägaren till Robertsfors bruk, bergsrådet Jean Lefebure-Lillienberg, ansökte i september 1797 om att få anlägga Johannisfors bruk vid Pålböleån, ett biflöde till Sävarån. Detta beviljades i november 1798. En viktig orsak till den nya anläggningen var att det kring Pålböle by fanns gott om råvara för att framställa träkol, medan området kring Robertsfors började bli uttömt.
Det nya bruket blev ett manufakturverk för förädling av stångjärn från Robertsfors. Det fick privilegier för en knipphammare och två spikhammare samt en Polhemssax för tillkapning av spikämnen. Tillverkningen inriktades särskilt mot lantbruksredskap. Under början av 1800-talet kom emellertid några år med vikande konjunkturer, vilket ledde till att Johannisfors lades ned 1808. Året därpå förstördes anläggningen av den ryska armén under finska kriget.

## Andra epoken: ägarbyten och modernisering
År 1821 återupptogs verksamheten, nu med både stångjärns- och manufaktursmide. Efter flera ägarbyten på 1830-talet övertogs bruket 1839 av lokala handlare och industrimän. Firman Erik Forssells söner, ägare till det närbelägna Sävar bruk, övertog en tredjedel medan Häggströmska handelshuset i Dalkarlså övertog två tredjedelar.
År 1858 utgjordes arbetsstyrkan vid stångjärnssmedjan av två mästare, två svenner och två drängar samt en ”tillfällig”. Vid manufaktursmedjan arbetade två mästare och två drängar.
Bruket genomgick en total ombyggnad och modernisering 1860. I stångjärnssmedjan byttes de gamla härdarna, de så kallade tyskhärdarna, mot moderna franchecomtéhärdar. I manufaktursmedjan installerades två nya knipp- och spikhammare. Under 1860-talet eldhärjades manufaktursmedjan ett par gånger men återuppbyggdes igen.

### Slutet
Sedan den forssellska firman gått i konkurs 1862 övertogs Johannisfors bruk helt och hållet av familjen Häggström. När även den häggströmska firman gick i konkurs 1881 övergick Johannisfors till Lars Peter Glas arvingar och blev en förvaltningsenhet inom Sandviks Ångsågs AB i Holmsund.
Manufakturverket i Johannisfors var i drift fram till 1878 och stångjärnssmidet till 1882. Herrgården plockades ned och flyttades till Sandvik. Den formella nedläggningen av bruket skedde dock först i februari 1893, vilket är det årtal som anges på den minnessten som står i Johannesfors.

## Lämningar
Lämningar efter bruket finns på flera ställen vid Pålböleån nedströms bron.